# 여로 (식물)
여로(藜蘆)는 여로과의 여러해살이풀이다.

## 분포
한국·만주·일본 등지에 분포하는 여러해살이풀로서 산지에서 자란다.

## 특징
높이는 40-60cm 정도이다. 뿌리줄기는 원줄기의 밑부분과 더불어 잎집이 썩으면서 남은 섬유로 덮여 있고, 원줄기에 돌기 같은 털이 있다. 잎은 어긋나며 길이 20-35cm, 너비 3-5cm의 좁은 피침형인데 위로 올라가면서 선형으로 되고 밑부분의 앞집이 원줄기를 완전히 둘러싼다. 꽃은 7-8월에 자줏빛이 도는 갈색으로 피고 지름 1cm 정도로서 반쯤 퍼지고 원추꽃차례로 달리는데 윗부분에 양성화가, 아랫부분에 수꽃이 달린다. 꽃덮이조각은 6개로서 장타원형이고 수술은 6개이며 씨방은 난형으로서 3개로 얕게 갈라지고 암술머리는 3개인데 뒤로 젖혀진다. 열매는 삭과로서 타원형이고 3개의 줄이 있으며 끝부분에 암술대가 달려 있는데 10월에 익는다.

## 쓰임새
유독성 식물로서 뿌리줄기를 살충제로 사용하며, 한방에서는 뿌리줄기를 강심제·임질·고혈압·중풍 등의 약재로 쓴다.

## 사진

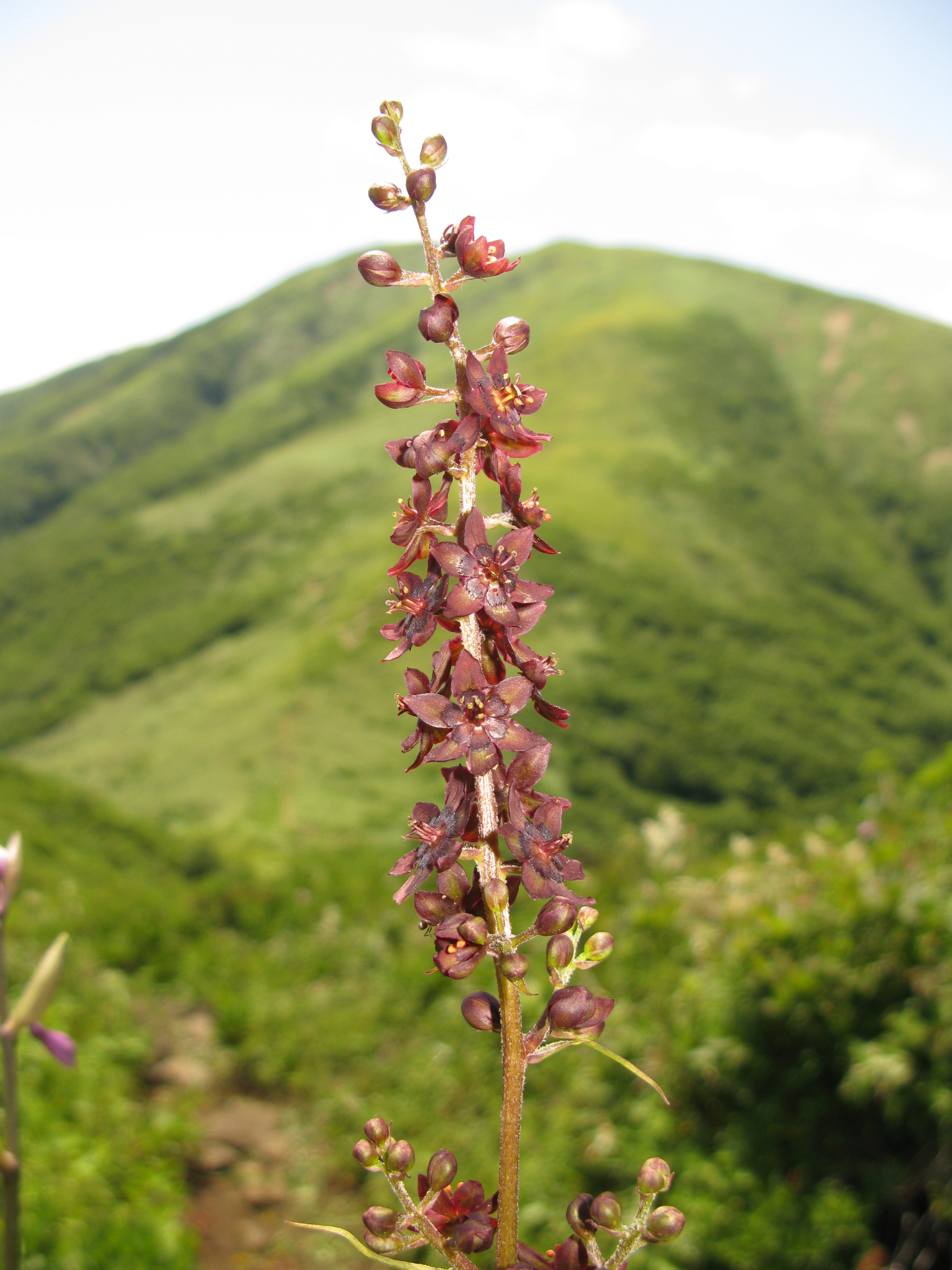
꽃
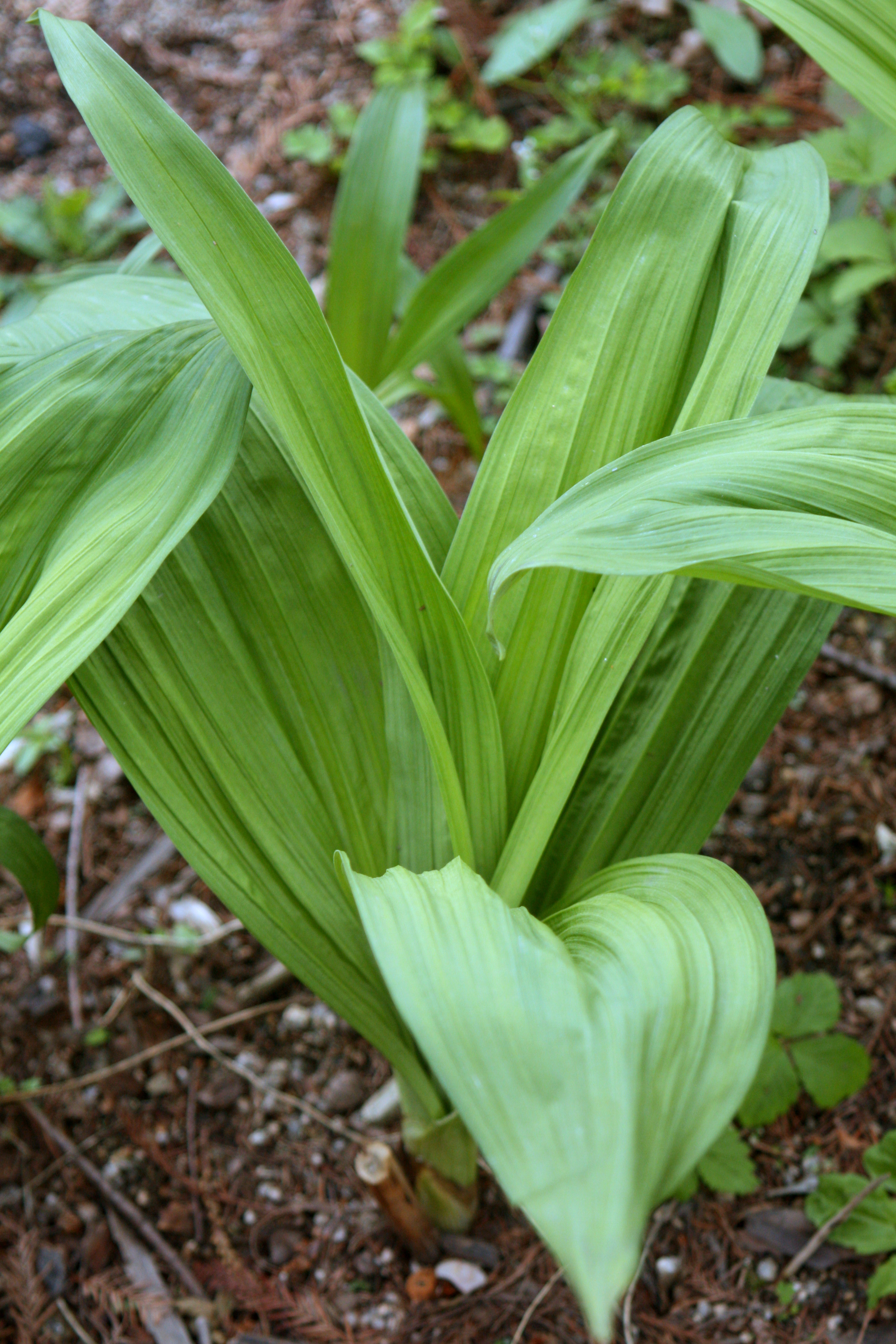
꽃 피기 전

## 같이 보기
- 흰여로 (Veratrum versicolor Nakai)